# Coelotes titaniacus
Coelotes titaniacus är en spindelart som beskrevs av Brignoli 1977. Coelotes titaniacus ingår i släktet Coelotes och familjen mörkerspindlar.
Artens utbredningsområde är Grekland. Inga underarter finns listade i Catalogue of Life.